# Eesergroen
Eesergroen (Drents: Eesergruun) is een dorp in de gemeente Borger-Odoorn, provincie Drenthe (Nederland). Het dorp ligt ongeveer 16 kilometer ten noordwesten van Emmen.
Eesergroen telde (volgens informatie van de gemeente Borger-Odoorn) op 1 januari 2023 170 inwoners.
Drenthe: Steden en dorpen      Nederland: Provincies · Gemeenten